# Emanuelle e le porno notti nel mondo n.2
Emanuelle e le porno notti nel mondo n.2 è un film del 1978 diretto da Bruno Mattei (con lo pseudonimo di Jimmi Matheus) e Joe D'Amato (non accreditato). Si tratta del seguito de Le notti porno nel mondo, diretto sempre dagli stessi registi l'anno precedente. In parte realizzato con materiale di scarto, la pellicola rientra nel girone cosiddetto Mondo movie.
Il film è anche noto come Emanuelle e le porno notti nel mondo ed è stato distribuito in videocassetta dalla Lamberto Forni Film (LF) con il titolo Emanuelle e le porno notti.

## Trama
Un giro nel mondo di locali notturni, sexy shop e tutto ciò che rientra nel mondo della sexploitation (soft) con l'attrice Laura Gemser, affiancata brevemente da Ajita Wilson.
Nel film si fa anche uso di materiale esterno tra cui l'uccisione a bastonate e lo sventramento di alcuni maiali da parte di una tribù, un concorso nudista all'aperto filmato negli Stati Uniti (vedi sotto) oltre ad immagini di repertorio di varie città.

## Produzione
Nato e distribuito come seguito della precedente omonima pellicola, in realtà, secondo quanto viene testimoniato da Bruno Mattei, accreditato come montatore, fu lui a realizzare gran parte delle riprese, che erano state, in precedenza, scartate dal primo lungometraggio.
Le musiche furono affidate a Gianni Marchetti, già collaboratore in precedenza di Joe D'Amato, che ricalcano uno stile funk, mescolato con blues, tipico dell'epoca.
È noto, in Germania, con il titolo Alle Perversionen dieser Weltn e internazionalmente come Emanuelle and the Erotic Nights
Il concorso nudista all'aperto che si vede alla fine è tratto dal documentario/sexeploitation The Nude Miss America Contest del 1976 (ma girato quattro anni prima).